# Ernst Andersson

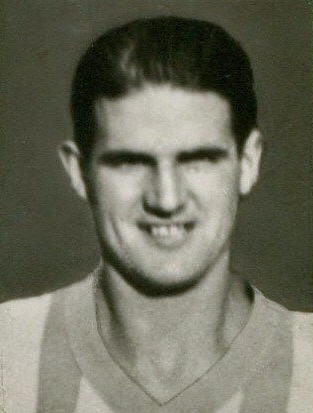
Ernst Andersson

Ernst Andersson (26 de março de 1909 - 9 de outubro de 1989) foi um futebolista sueco que jogou principalmente pelo IFK Göteborg. Ele foi convocado pela Seleção Sueca de Futebol para a Copa do Mundo FIFA de 1934.